# Liste der Monuments historiques in Les Fourgs
Die Liste der Monuments historiques in Les Fourgs führt die Monuments historiques in der französischen Gemeinde Les Fourgs auf.

## Liste der Objekte
| Bezeichnung     | Beschreibung                | Standort                                     | Kennzeichnung | Schutzstatus | Datum | Bild |
| --------------- | --------------------------- | -------------------------------------------- | ------------- | ------------ | ----- | ---- |
| 84 Kirchenbänke | Tannenholz, 18. Jahrhundert | in der Kirche Assomption-de-la-Vierge (Lage) | PM25002122    | Inscrit      | 1979  |      |